# Anomala camarinensis
Anomala camarinensis är en skalbaggsart som beskrevs av Ohaus 1910. Anomala camarinensis ingår i släktet Anomala och familjen Rutelidae. Inga underarter finns listade i Catalogue of Life.